# Boa Vista da Aparecida
Boa Vista da Aparecida là một đô thị thuộc bang Paraná, Brasil. Đô thị này có diện tích 256,296 km², dân số năm 2007 là 7972 người, mật độ 27,2 người/km².